# Musica Elettronica Viva
Musica Elettronica Viva (MEV) — электроакустическая импровизационная музыкальная группа, сформированная в Риме в 1966 году. Многие годы в неё входили Элвин Каррен, Ричард Тейтельбаум, Фредерик Ржевский, Аллан Брайант, Кэрол Плантамура, Иван Вандор, Стив Лейси и Йон Фетеплэйс.
В группе играли как классические, так и джазовые авангардные музыканты (Стив Лейси, Энтони Брэкстон). Группа экспериментировала с трансформацией звука на синтезаторе: концерт в Берлине в 1967 году включал Solo for Voice 2 Джона Кейджа с двумя голосами Плантамуры, преобразованными на синтезаторе Moog. В конце 60-х MEV принимала участие в группе Lo Zoo, основанной художником Микеланджело Пистолетто. Воспользовавшись намёками Дэвида Тюдора и Джона Кейджа, группа также использовала немузыкальные объекты: пружины от дивана, листы стекла, консервные банки, игрушечное пианино и т. д..
Участники группы разъехались, и группа превратилась в движение, объединённое идеей свободной импровизации в форме экспериментальной электронной музыки. Так, в ранние 70-е существовало три отдельных (но не терявших связи между собой) группы под именем MEV: одна в Нью-Йорке (Ричард Тейтельбаум и Фредерик Ржевский), одна в Париже (Иван и Патриция Coaquette) и одна в Риме (основанная Элвином Карреном). Musica Elettronica Viva действует до сих пор.